# بمباران سفارت چین در بلگراد توسط ایالات متحده آمریکا

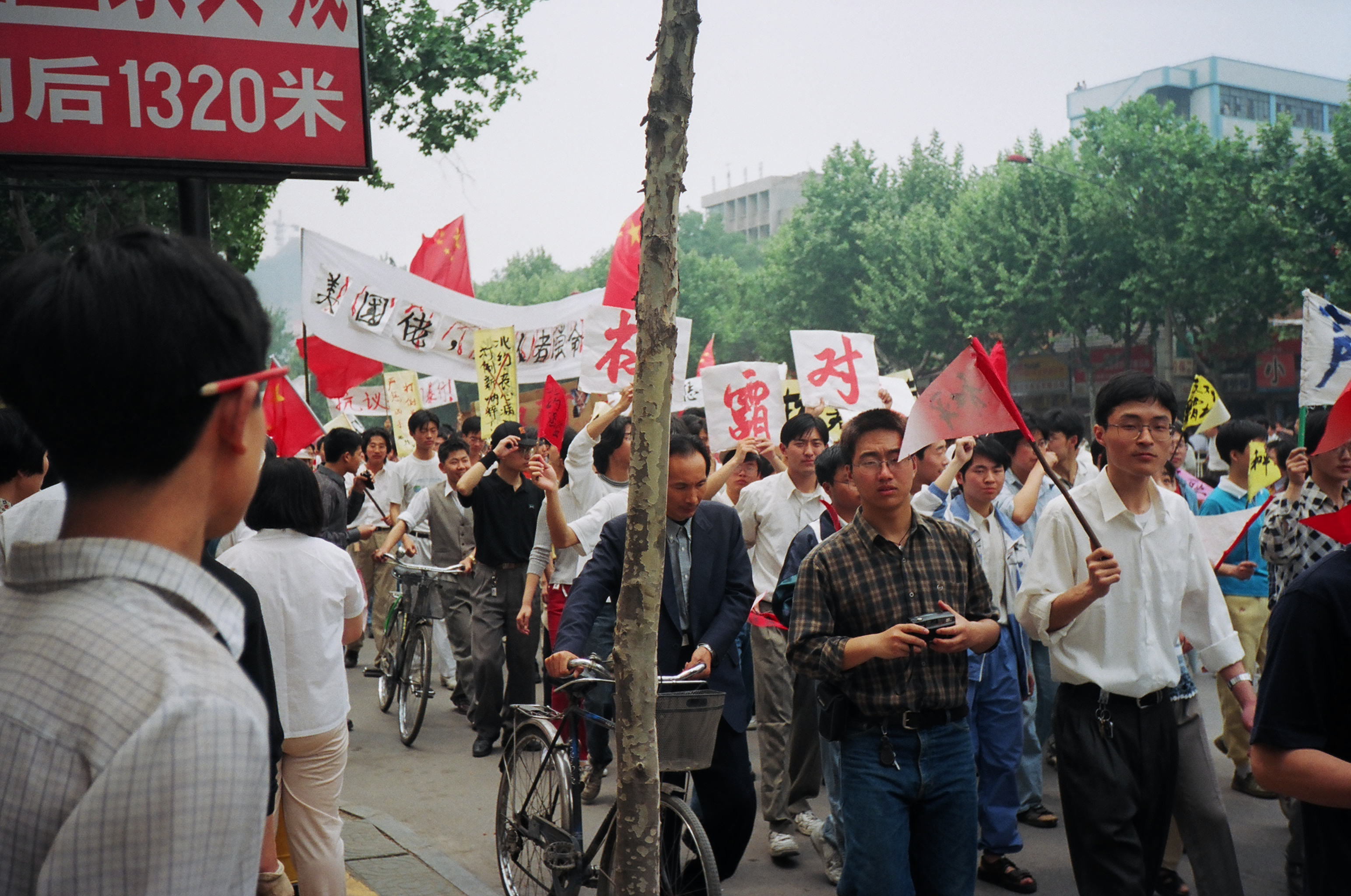
تظاهرات ضد آمریکایی در نانجینگ

در ۷ مه ۱۹۹۹، در جریان بمباران یوگسلاوی (عملیات نیروهای متفقین) توسط ناتو، پنج بمب هدایت شونده مهمات حمله مستقیم مشترک ایالات متحده به سفارت جمهوری خلق چین در منطقه نیو بلگراد بلگراد اصابت کرد که منجر به کشته شدن سه خبرنگار چینی و خشم مردم چین شد. . به گفته دولت ایالات متحده، هدف بمباران اداره فدرال تأمین و تدارکات یوگسلاوی (FDSP) بوده‌است. پرزیدنت بیل کلینتون به خاطر این بمباران عذرخواهی کرد و گفت که این یک حادثه بوده‌است. جورج تنت، مدیر آژانس اطلاعات مرکزی آمریکا (سیا) در مقابل کمیته کنگره شهادت داد که این بمباران تنها بمباران در کارزار سازماندهی و هدایت شده توسط سازمان او بود، و اینکه سیا مختصات اشتباهی را برای یک هدف نظامی یوگسلاوی در همان خیابان شناسایی کرده بود. دولت چین در روز بمباران بیانیه ای صادر کرد و آن را «اقدامی وحشیانه» خواند.
در اکتبر ۱۹۹۹، پنج ماه پس از بمباران، آبزرور لندن همراه با پولیتیکن کپنهاگ، نتایج تحقیقات را با استناد به منابع ناشناس منتشر کرد که گفته بود بمباران در واقع عمدی بوده‌است زیرا از سفارت برای انتقال ارتباطات ارتش یوگسلاوی استفاده می‌شد. دولت‌های ایالات متحده و بریتانیا قاطعانه عمدی بودن آن را تکذیب کردند و مادلین آلبرایت، وزیر امور خارجه ایالات متحده، این داستان را «چرند» خواند و رابین کوک، وزیر امور خارجه بریتانیا گفت که «هیچ مدرکی برای پشتیبانی از آن وجود ندارد». در آوریل ۲۰۰۰ ، نیویورک تایمز نتایج تحقیقات خود را منتشر کرد که، این «تحقیق هیچ مدرکی مبنی بر اینکه بمباران سفارت عمدی بوده‌است، به دست نیاورد.»
درست پس از بمباران، اکثر چینی‌ها معتقد بودند که این بمباران عمدی بوده‌است و بسیاری همچنان بر این باورند که عمدی بوده‌است. با این حال، در  نتایج مصاحبه‌های ساختارمند انجام شده در سال ۲۰۰۲، از ۵۷ درصد از کارشناسان روابط چینی-آمریکایی چینی که معتقد بودند بمباران عمدی بوده‌است، ۸۷٫۵ درصد به دخالت پرزیدنت کلینتون مشکوک نبودند.
در اوت ۱۹۹۹، ایالات متحده با پرداخت غرامت به قربانیان بمباران و خانواده‌های آنها موافقت کرد. در دسامبر ۱۹۹۹، ایالات متحده موافقت کرد که خسارات وارده به سفارت را به چین بپردازد و چین نیز با جبران خسارت وارده به اموال ایالات متحده در جریان تظاهرات‌ها، موافقت کرد.
در ماه مه ۲۰۰۰ یک لایحه تجاری بزرگ ایالات متحده و چین در مجلس نمایندگان ایالات متحده تصویب شد که به قانون روابط ایالات متحده و چین در سال ۲۰۰۰ تبدیل شد که با ورود چین به سازمان تجارت جهانی ادغام شد. در ژوئن ۲۰۰۰، در جریان سفر مادلین آلبرایت، وزیر امور خارجه ایالات متحده به چین، هر دو طرف گفتند که روابط بین آنها بهبود یافته‌است.